# Eggerellidae
Eggerellidae es una familia de foraminíferos bentónicos de la superfamilia Eggerelloidea, del suborden Textulariina y del orden Textulariida. Su rango cronoestratigráfico abarca desde el Bajociense (Jurásico medio) hasta la Actualidad.

## Discusión
Clasificaciones previas incluían Eggerellidae en la superfamilia Textularioidea y del orden Textulariida.

## Clasificación
Eggerellidae incluye a las siguientes subfamilias y géneros:
- Subfamilia Dorothiinae
  - Arenodosaria †
  - Bannerella
  - Dorothia †
  - Marssonella †
  - Matanzia †
  - Pseudomorulaeplecta †
- Subfamilia Minouxiinae
  - Andersenia †
  - Minouxia †
  - Tetraminouxia †
- Subfamilia Eggerellinae
  - Eggerella
  - Eggerina †
  - Karreriella
  - Martinottiella †
  - Meidamonella
  - Multifidella
  - Rudigaudryina
- Subfamilia Colominellinae
  - Colominella †
  - Colomita †
- Subfamilia Tritaxilininae
  - Tritaxilina

Otros géneros inicialmente asignados a Eggerellidae y actualmente clasificados en otras familias son:
- Pseudomarssonella † de la subfamilia Minouxiinae, ahora en la familia Paravalvulinidae
- Eggerelloides de la subfamilia Eggerellinae, ahora en la familia Prolixoplectidae

Otros géneros considerados en Eggerellidae son:
- Alvarezina de la subfamilia Eggerellinae, aceptado como Eggerella
- Bermudezita † de la subfamilia Minouxiinae, aceptado como Minouxia
- Clavulinella de la subfamilia Tritaxilininae, aceptado como Tritaxilina
- Listerella de la subfamilia Eggerellinae, aceptado como Martinottiella
- Schenckiella de la subfamilia Eggerellinae, aceptado como Martinottiella
- Siphoeggerella de la subfamilia Eggerellinae, aceptado como Karreriella
- Valvotextularia de la subfamilia Eggerellinae, aceptado como Karreriella